# MFSD7
MFSD7‏ (Solute carrier family 49 member 3) هوَ بروتين يُشَفر بواسطة جين MFSD7 في الإنسان.